# Merovingi
Merovingi so bili dinastija Salijskih Frankov, ki je od 5. stoletja skoraj tristo let vladala Frankom v regiji z latinskim imenom Francia (Frankija). Njeno ozemlje se je približno ujemalo z ozemljem antične Galije in rimskih provinc Retija in Gornja Germanija in južnim delom Germanije. Dinastijo je ustanovil Hilderik I. (vladal od približno 457-481), sin poglavarja Salijskih Frankov Meroveha. Galijo je pod merovinško oblastjo združil njegov slavni sin Klodvik I. (vladal 481-511).  
Po Klodvikovi smrti so bili med vejami Merovinške dinastije pogosti spori, ko so državo ogrožali tujci pa so vedno postali zelo enotni.
V zadnjem stoletju merovinške vladavine so postajali njihovi kralji vedno bolj samo formalni kralji. Njihova vladavina se je končala marca 752, ko je papež Zaharija uradno odstavil Hilderika III.. Zaharijev naslednik Štefan II. je leta 754 mazilil in potrdil imenovanje njegovega naslednika Pipina Malega iz Karolinške dinastije. 
Merovinško vladajočo družino so njihovi sodobniki včasih omenjali kot »družino dolgolasih kraljev« (latinsko  reges criniti), ker so se po dolgih laseh razlikovali od sicer na kratko ostriženih podložnikov. Naziv Merovingi je nastal iz starolatinskega izraza Merovingi ali Merohingi – Merovehovi sinovi, ta pa iz nepotrjene staroholandske oblike.

## Izvor
Merovinška dinastija je dobila ime po pol legendarnem Merovehu, voditelju Salijskih Frankov. Zmage njegovega sina Hilderika I. (vladal okoli 457–481) proti Vizigotom, Sasom in Alemanom so postavile meje merovinške države. Hilderikov sin Klodvik I. (vladal 481–511)  je potem, ko je porazil rimskega vladarja Siagrija, okoli leta 486 zavladal skoraj celi Galiji severno od Loare. Po zmagi v  bitki proti Alemanom  pri Tolbiacu leta 496 je po pisanju Gregorja Tourskega prestopil v katoliško vero svoje žene Klotilde. V bitki pri Vouilléu leta 507 je odločilno premagal vizigotsko Toulouško kraljestvo. Po Klodvikovi smrti se je njegovo kraljestvo razdelilo med njegove štiri sinove. Podobne delitve so se dogajale tudi v naslednjem stoletju.   Zanimivo je, da je Frankovsko kraljestvo tudi takrat, ko je v njem istočasno vladalo več kraljev, navzven delovalo kot celota, kateri je kolektivno vladalo več kraljev. Spori med njimi in drugi dogodki so lahko imeli za posledico ponovno združitev celega kraljestva pod enim vladarjem. 
Britanski egiptolog Flinders Petrie  je leta 1906 domneval, da so bili Marvingi, ki jih Ptelomaj opisuje kot ljudstvo, ki živi ob Renu,  predniki Merovinške dinastije.

## Zgodovina
Ob Klodvikovi smrti leta 511 je  Frankovsko kraljestvo posedovalo celo Galijo, razen Burgundije, in celo Veliko Germanijo, razen Saške. Kraljestvo je kljub temu, da je bilo razdeljeno med več kraljev, delovalo kot celota in z združenimi močmi leta 534 osvojilo Burgundijo. Po padcu Ostrogorov so Franki priključili tudi Provanso. Po tej osvojitvi so prodrli do meje z Italijo, kjer so vladali Langobardi, in vizigotsko Septimanijo, ki je ostala dokaj stabilna. Znotraj teh meja  je bilo kraljestvo razdeljeno med Klodvikove sinove in zatem med njegove vnuke, ki so se med seboj pogosto vojskovali in  sklepali zavezništva proti drugim kraljem. Smrt  enega od bratov je sprožila spore med še živimi brati in pokojnikovimi sinovi z nepredvidljivimi izidi. Kasneje so se spori še zaostrili zaradi dednega fevda kraljice Brunhilde. Zgodnja vojskovanja praviloma niso povzročila splošnega uničenja, ampak so imela  bolj kot ne obreden značaj in so potekala po ustaljenih pravilih in normah.
Klotar II. je leta 613 ponovno združil celo Frankovsko kraljestvo pod enim vladarjem. Kasnejše delitve so ustvatile stabilne enote Avstrazijo, Nevstrijo, Burgundijo  in Akvitanijo. 
Pogoste vojne so oslabele kraljevo moč, medtem ko je aristokracija od kralja zahtevala vedno večje posesti in ugodnosti v zameno za zvestobo in podporo.  Kraljeve koncesije so povzročile, da se  je znaten del kraljeve moči prenesel na vodilne comites (grofe) in duces (vojvode).  Zaradi pomanjkanja virov je o dogajanjih v 7. stoletju zelo malo znanega,
Klotarjevega sina Dagoberta I. (umrl 639), ki se je   na Iberskem polotoku vojskoval z Vizigoti,  na vzhodu pa s poganskimi slovanskimi plemeni, se šteje za zadnjega močnega merovinškega kralja. Kralji za njim so znani kot rois fainéants -  brezdelni kralji, čeprav sta bila takšna samo zadnja dva. Kralji, celo odločna Dagobert II. in Hilperik II., se vnista vmešavala v politične spore, ampak sta to prepuščala svojim majordomom, ki so kraljeva interese vedno bolj zamenjevali s svojimi. Kraljevo moč je dodatno oslabilo tudi več kraljev, ki so prišli na prestol mladoletni in so že v mladosti umrli.
Spori med majordomi so se končali, ko so Avstrazijci Pipina II.  leta 687 triumfirali v bitki pri Tertryju. Po bitki je Pipin, čeprav ni bil kralj, postal politični vodja Frankov  in uspel svoj vodilni položaj prenesti na svoje sinove.  Sinovi so postali majordomi, potem pa so si razdelili kraljestvo in začeli vladati kot kralji. 
Po dolgoletni Pipinovi vladavini je po bitkah s plemstvom in svojo mačeho oblast prevzel Karel Martel.  Franki so pod njegovim vodstvom v bitki pri Toursu leta 732 porazili Mavre. Po zmagi bolgarskega kana Tervela in bizantinskega cesarja Leona III. Izavrijca nad arabskim generalom  Maslama ibn Abd al-Malikom leta 718 se je ustavilo prodiranje islama v vzhodno Evropo, z Martelovo zmago pri Torsu pa njihovo prodiranje v zahodno Evropo. V zadnjih letih življenja je vladal celo brez kralja, sam pa kraljevega položaja ni prevzel. Njegova sinova Karlman in Pipin sta za frankovskega kralja ponovno imenovala Marovinga  Hilderika III., da bi zatrla upor na obrobju kraljestva. Pipin ga je leta 751 odstavil  in s podporo plemstva in blagoslovom papeža Zaharije postal eden od frankovskih kraljev.

## Vladanje in zakonodaja
Merovinški kralji so osvojeno bogastvo – materialne dobrine in zemljo, vključno s tam živečim kmečkim prebivalstvom,  delil s svojimi pristaši. Njihova oblast ni bila absolutna. Roucge poudarja, da se je »po smrti njegovo premoženje, tudi kraljestvo,  enakomerno razdelilo med njegove naslednike, kot da je zasebna lastnina. Kraljestvo je bilo nakakšna patrimonija.« Nekateri znanstveniki to pripisujejo merovinškemu pomanjkanju smisla za res publica, drugi pa takšen pogled kritizirajo in trdijo, da je preveč poenostavljen.
Kralji so zaslužne  plemiče imenovali za grofe (comites)  in jih zadolžili za obrambo kraljestva, upravo in sojenje v sporih v svojih grofijah. To se je dogajalo v izoliranem delu Evrope izven rimskega  sistema  obdavčevanja in javne uprave. Franki so s postopnim prodiranjem nazadnje prevzeli oblast in uvedli svojo upravo v vsej popolnoma romanizirani zahodni in južni Galiji. 
Grofi so vojsko zbirali z novačenjem svojih milites, katerim so v zameno za vojaško službo dodelili nekaj zemlje. Vojska se je zbirala na kraljev ukaz in bila podrejena kralju. O splošni vojni politiki je odločala letna nacionalna skupščina plemičev in njihovih  oboroženih spremljevalcev. Vojska je tudi potrjevala nove kralje, tako da jih je na ščitu dvignila v zrak. Običaj je bil nadaljevanje starodavne prakse, da so kralja imenovali njegovi vojaki. 
Kralj se je vzdrževal tudi iz svoje dedne kraljeve domene, tako imenovanega fisca.  Sistem se je sčasoma razvil v fevdalizem. S propadanjem in padcem Rimskega cesarstva je trgovanje zamrlo in kmetijska posestva so postala večinoma  samozadostna. V mednarodni trgovini, kolikor jo je ostalo,  so prevladovali trgovci z Bližnjega vzhoda, pogosto judovski Radaniti. Kraljeva samozadostnost je trajala do stoletne vojne. 
Merovinška zakonodaja ni bila univerzalna in ni veljalo za vse prebivalce enako. Posameznikom se je sodilo glede na njegovo poreklo:  za Ripuarske Franke, na primer,  je veljal  zakonik Lex Ripuaria, ki je bil kasneje tudi kodificiran, medtem ko je za salijske klane veljal salijski zakonik Lex Salica, ki je bilo prvič poskusno kodificirano leta 511 in je veljal vse do valoiškega obdobja. Na zakonodajnem področju so Franki zaostajali za Burgundi in Vizigoti, ki so imeli  univerzalno zakonodajo na osnovi rimskega prava. V merovinškem obdobju je zakonodaja ostala spretnost pomnenja rahimburgov, sodnikov,  ki so poznali  vse precedense, na katerih je temeljila. Merovinška zakonodaja ni poznala koncepta novega zakona, ampak je samo vzdrževala staro izročilo. Germansko izročilo ni imelo nobenega zakona s področja civilnega prava, ki je bilo pogoj  za delovanje urbanizirane družbe, kakršno je na primer v Bizantinskem cesarstvu  zbral in vpeljal  cesar Justinijan I.. Nekaj ohranjenih merovinških odlokov se skoraj v celoti nanaša na delitev posesti med pokojnikove naslednike.

## Vera in kultura
Franki so sprejeli krščanstvo po stiku z galsko-rimsko kulturo. Kasneje so ga dodatno razširili menihi. Najslavnejši misijonar je bil sveti Kolumban, irski menih, ki je imel velik vpliv na kraljico Balthildo. Merovinški kralji in kraljice so moč institucij na novo uvedene  vere s pridom uporabljali v svojo korist. Samostane in škofijske sedeže so spretno dodeljevali elitam, ki so podpirale vladajočo dinastijo. Mogotci so samostanom poklanjali obsežna zemljišča, da zanje ni bilo treba  plačevali kraljevega davka, in jih hkrati obdržali v družinski lasti, tako da so za opate imenovali svoje družinske člane. V samostane so pošiljali tudi neporočene  mlajše sinove in hčerke, ki bi lahko ogrozili dediščino starejših sinov. Takšno pragmatično izkoriščanje samostanov je zagotovilo tesne vezi med elitami in samostansko lastnino. 
Številni Merovingi, ki so služili kot škofi in opati, ali tisti, ki so velikodušno ustanavljali opatije in samostane, so bili nagrajeni s svetništvom. Med frankovskimi svetniki je bila samo peščica takšnih, ki niso bili člani merovinške dinastije  ali družin njihovih zaveznikov, iz katerih so prihajali vojvode in škofi,  na primer Gregor Tourski. Te družine  so skoraj brez izjem izhajale iz galsko-rimske aristokracije iz južnih in zahodnih regij Galije, ki niso bile pod merovinško oblastjo. 
Najbolj značilno obliko merovinške književnosti predstavljajo življenja svetnikov. Merovinški življenjepisi svetnikov niso bili zamišljeni kot rekonstrukcija njihovega življenja v rimskem ali sodobnem smislu, ampak kot sredstvo za vzbujanje in vzdrževanje pobožnosti z dovršenimi literarnimi veščinami, s katerimi je cerkev kanalizirala ljudsko pobožnost v pravoverne kanale, določala naravo svetništva in obdržala nekaj nadzora nad posmrtnimi kulti, ki so se razvili spontano na  pokopališčih, kjer sta se stikala življenjska sila in svetništvo.
Bistven element merovinških življenjepisov svetnikov so bili vitae et miracula – s svetniki povezani čudeži,  ki so jih na glas  brali  ob praznikih svetnikov. Mnogo merovinških svetnikov in večino svetnic so častili samo v strogo omejenih regijah. Njihove kulte so oživili v visokem srednjem veku, ko se je število žensk v samostanskih redovih strahotno povečalo. Judith Oliver je ugotovila, da je bilo na dolgem seznamu svetnikov  v psalteriju iz poznega 13. stoletja samo v škofiji Liège pet merovinških svetnic.
Med značilnostmi, ki so si jih delile mnoge merovinške svetnice, naj omenimo:  Regenulfa Incourtska, devica iz 7. stoletja iz dinastije brabantskih vojvod iz francosko govorečega dela Brabanta je pobegnila pred napovedano poroko in živela izolirano v gozdu, kjer je zdravila s polaganjem rok. Ermelindisa Melderška, devica iz 6. stoletja in sorodnica Pipina I., je živela v več izoliranih vilah. Bega Andenska, mati Pipina II., je med svojim vdovstvom ustanovila več cerkva v Andeni.  Povsem legendarna Oda Amajska, ki  je bila s ponarejenim življenjepisom iz 13. stoletja vključena v Karolinško dinastijo  in prikazana kot mati škofa Arnulfa iz Metza, je bila kasneje prepoznana kot  zgodovinska sveta  Hrodoara. In ne nazadnje, zelo čaščena Gertruda Nivellska, sestra Bege iz Karolinške dinastije, je bila opatinja v ženskem samostanu, ki ga je ustanovila njena mati. Vitae šestih poznih merovinških svetnikov, ki ilustrirajo politično zgodovino tistega obdobja, sta v angleščino prevedla Paul Fouracre in Richard A. Gerberding in jih objavila v knjigi Liber Historiae Francorum.

## Pomembni merovinški svetniki

### Kralji
- Guntram, kralj  Burgundije (umrl 592)
- Sigibert III., kralj  Avstrazije (umrl okoli  656)
- Dagobert II., kralj  Avstrazije , sin Sigiberta III. (umrl 679)

### Kraljice in opatinje
- Genovefa, devica Pariza (umrla 502)
- Klotilda, kraljica Frankov (umrla 544/545)
- Monegunda, vdova in puščavnica Toursa
- Monegunda, turinška princesa, ustanoviteljica samostana v Poitiersu (umrla 587)
- Rustikula, opatinja  Arlesa (umrla 632)
- Cezarija II,, opatinja samostana St Jean of Arles (umrla okoli 550)
- Brunhilda, kraljica Avstrazije  (umrla 613)
- Fredegunda, kraljica Nevstrije (umrla 597)
- Glodesinda, opatinja v Metzu (umrla okoli 600)
- Burgundofara, opatinja Moutiersa (umrla 645)
- Sadalberga, opatinja Laona (umrla 670)
- Riktruda, ustanoviteljica opatije Marchiennes (umrla 688)
- Ita, ustanoviteljica opatije Nivelles (umrla 652)
- Bega, opatinja Andennea (umrla 693)
- Gertruda Nivelleska, opatinje Nivellesa (umrla 658)
- Aldegonda, opatinja  Maubergesa (umrla okoli  684)
- Valtruda, opatinja  Monsa (umrla okoli 688)
- Baltilda, kraljica Frankov (umrla okoli 680)
- Evstadiola, vdova Bourgesa (umrla 684)
- Bertila, opatinja Chellesa (umrla okoli 700)
- Anstruda, opatinja Laona (umrla pred 709)
- Avstreberta, opatinja Pavillyja (umrla 703)

### Škofi in opati
- Amand, eden od velikih svetnikov Flandrije (okoli 584–675)
- Arnulf, škof  Metza
- Anduin Rouenski
- Aunemond
- Eligij, glavni kancler Dagoberta I. in škof Noyon-Tournaia
- Gregor Tourski, škof Toursa in zgodovinar
- Hubert, apostol Ardenov in prvi škof Liègea
- Lambert, škof Maastrichta (Tongerena)  (okoli  636 – okoli 700)
- Leodegar, škof Autuna
- Prejekt
- Pretekstat, škof Rouena in prijatelj Gregorja Tourskega
- Remigij, škof Reimsa, ki je krstil Klodvika I.

## Zgodovinopisje in viri
Zgodovino merovinških  Frankov opisuje omejeno število virov iz tistega obdobja. Tisti, ki so se ohranili, pokrivajo celotno obdobje od Klodvikovega prihoda na prestol do Hilderikove odstavitve. Prvi med letopisci je kanonizirani škof Gregor Tourski. Njegova Decem Libri Historiarum (Zgodovina (Frankov)  v desetih knjigah) je primarni vir podatkov za vladavine sinov Klotarja II. in njihovih naslednikov do Gregorjeve smrti leta 594.
Naslednji pomemben vir, ki je mnogo manj organiziran kot Gregorjev, je Fredegarjeva kronika, ki se je začela s Fredegarjem, nadaljevali in končali pa so jo neznani avtorji. Kronika pokriva obdobje od leta 584 do 641, njeno nadaljevanje, napisano pod karolinškim pokroviteljstvom, pa se nadaljuje do leta 641, se pravi že v karolinško obdobje. Za večino omenjenega obdobja je edini vir podatkov. Knjiga je od njene restavracije leta 1938 shranjena v Vojvodski zbirki Staatsbibliothek Binkelsbingen. 
Edini drugi pomembni vir iz tistega obdobja  je Liber Historiae Francorum (Zgodovina Frankov), prikrojitev Gregorjevega dela, katere avtor očitno ni poznal Fredegarjeve kronike. Delo se konča s  šestim letom vladavine  Teoderika IV., ki bi lahko bilo leto 727. Zgodovina Frankov se je na široko brala, čeprav je bila nedvomno arnulfinsko delo, pristransko in zato zavajajoče.
Med pomembne vire podatkov za zgodovinopisje merovinškega obdobja spadajo pisma, kapitulariji in podobni zapisi. Kleriki, kakršna sta bila Gregor Tourski in Sulpicij Pobožni, so si dopisovali, vendar se je ohranilo samo nekaj pisem. Ohranili so se tudi edikti, darovnice, sodni sklepi in že omenjeni slavni Lex Salica (Salijski zakonik).  Iz obdobja Klotarja II. in Dagoberta I. se je ohranilo mnogo odločb kralja kot vrhovnega in zadnjega arbitra. Ohranilo se je tudi biografsko delo Življenja svetnikov, v katerem sta biografiji svetega Eligija in svetega  Leodegarja, napisani kmalu po njuni smrti.
Pomemben vir podatkov so tudi arheološke najdbe, ki dajejo vpogled v frankovski način življenja. Med največja arheološka odkritja sodi izgubljeni grob Hilderika I. v cerkvi svetega Brikcija v Tournaiu, ki so ga po naključju odkrili leta 1653. V grobu so našli zlato glavo bika in zlate žuželke, ki bi lahko bile čebele, škržati, listne uši ali muhe, po katerih se je zgledoval Napoleonov plašč, ki ga je nosil pri kronanju. Leta 1957 so v baziliki Saint Denise v Parizu  odkrili grob Merovinke, za katero se domneva, da je Aregunda, druga žena Klotarja I.. Pogrebna oblačila in nakit so bili dokaj dobro ohranjeni in so omogočili vpogled v način oblačenja tistega  obdobja.

## Denar
V Frankovskem kraljestvu se je pred Teodebertom I. (vladal 534-548) uporabljal bizantinski denar. Teodoebert je bil prvi frankovski vladar, ki je od samega začetka svoje vladavine koval svoj in prepoznavno merovinški denar. Na zlatnikih iz njegove kraljeve kovnice je upodobljen v z biseri okrašenih regalijah bizantinskega cesarja. Hildebert I. je upodobljen v profilu v antičnem slogu, oblečen v togo in okrašen z diademom. V letih 534 do 679 so se kovali solidi in triensi. Denarij (denier) z imenom Hilderika II. in drugimi nekraljevskimi imeni se je začel kovati okoli leta 673–675. V Galiji sta se od  leta 755 do 11. stoletja uporabljala karolinški denarij, ki je zamenjal merovinškega, in frizijski pening (fenig).
Merovinški kovanci so na ogled v pariški Direkciji za kovance im medalje (Monnaie de Paris), zlatniki pa v Kabinetu za medalje Francoske narodne knjižnice.

## Jezik
Yitzhak Hen je ugotovil, da je bila v merovinški Galiji galsko-rimska populacija mnogo večja od frankovske, zlasti v regijah južno od Sene, in da je  bila večina frankovskih naselbin ob spodnjem in srednjem Renu. Frankovski vpliv je od severa proti jugu Galije  postajal vedno šibkejši, saj je južno od Loare težko najti dokaze o frankovskih naseljih.
Odsotnost frankovskih pisnih virov kaže, da je bil frankovski jezik že na začetku merovinškega obdobja hitro pozabljen. Hen je prepričan, da je bila v Nevstriji, Burgundiji in Akvitaniji v celem merovinškem obdobju in dolgo časa tudi v karolinškem obdobju pogovorni jezik pogovorna latinščina. Urban T. Holmes je po drugi strani ugotovil, da se je v zahodni Avstraziji in Nevstriji germanski jezik kot drugi jezik državnih službah govoril še v 850. letih, potem pa je v 10. stoletju hitro izginil.

## Merovingi v književnosti in ljudski kulturi
Merovingi igrajo pomembno vlogo v francoskem zgodovinopisju in nacionalni identiteti, četudi so jih v Tretji republiki  delno zasenčili Galci. Francoski predsednik Charles de Gaulle je nekoč izjavil: 
»Zame se zgodovina Francije začne Klodvikom, katerega so za svojega kralja izvolili Franki, ki so dali Franciji svoje ime. Pred Klodvikom smo imeli galsko-rimsko predzgodovino. Ključni element, vsaj zame, je, da je bil Klodvik prvi kralj, ki je bil krščen. Moja država je krščanska država, zato menim, da se je zgodovina Francije začela s krščanskim kraljem, ki je nosil ime Frankov.«
Marcel Proust v romanu Iskanje izgubljenega časa piše: 
»Merovingi so pomembni, ker so najstarejša in najbolj romantična francoska dinastija, njihovi potomci pa najbolj aristokratski«.
Merovingi se pojavljajo tudi v zelo uspešni knjigi Sveta kri in sveti gral (1982), v kateri so prikazani kot Jezusovi potomci. Njihovo vlogo je navdihnilo Sionsko priorstvo, zgodba, ki jo je napisal Pierre Plantard v 1960. letih in jo prodajal kot resnično. Obe deli sta bili osnova za več drugih izmišljenih del, med katerimi je verjetno najbolj znan Da Vincijeva šifra  (2003), v katerem so Merovingi omenjeni v 60. poglavju.

## Seznam vladarjev
- Klodion (druga četrtina 5. stoletja)
- Meroveh (okoli 450)
- Hilderik I. (približno 457 – približno  482)
- Klodvik  I. (približno 482–511)

| - Klodomer (511–524 Nevstrija) - Hildebert I. (511–558 Nevstrija) - Klotar I. (511–558 Nevstrija, 558–561 celo kraljestvo) | - Teoderik I. (511–533 Avstrazija) - Teodebert I. (533–547 Avstrazija) - Teodebald (547–555 Avstrazija) |

| - Haribert I. (561–567 Nevstrija) - Hilperik I. (561–584 Nevstrija) - Klotar II. (584–613 Nevstrija) | - Guntram (561–592 Burgundija) - Teoderik II. (596–613 Burgundija) | - Sigibert I. (561–575 Avstrazija) - Hildebert II. (575–596 Avstrazija /Burgundija) - Teodebert II. (596–612 Avstrazija) - Sigibert II. (613 Avstrazija) |

- Klotar II. (613–629)
- Haribert II. (629–632 Akvitanija)
- Hilperik Akvitanski (632)
- Dagobert I. (629–639)

| - Klodvik II. (639–657 Nevstrija) - Klotar III. (657–673 Nevstrija) - Teoderik III. (673–679 Nevstrija) | - Sigibert III. (639–656 Avstrazija) - Hildebert Posvojeni (656–661 Avstrazija), posvojenec Sigiberta III. - Hilderik II. (662–675 Avstrazija) - Klodvik Avstrazijski (675/676) - Dagobert II. (676–679 Avstrazija) |

| - Teoderik III. (679–690) - Klodvik IV. (690–694) - Hildebert III. (694–711) - Dagobert III. (711–715) - Hilperik II. (715–721) - Teoderik IV. (721–737) - Hilderik III. (743–751) | - Klotar IV. (717-718 Avstrazija) |